# Nintendo Ultra 64 Sound Format
Nintendo Ultra64 Sound Format (USF) est un format de fichier développé par Adam Gashlin pour stocker des données sonores (tout comme PSF pour la PlayStation) extraites directement d'un jeu vidéo Nintendo 64.
Les fichiers USF sont générés manuellement des ROM des jeux vidéo en isolant les codes responsables de la lecture de la musique, plus les données musicales. Le reste des octets de la ROM sont mis à zéro et les données résultantes sont stockées dans un tableau dense (les octets nuls ne sont pas stockés dans l'USF, donc les octets non spécifiés sont considérés comme nuls) mais sans compression. Le fichier contient également un état de sauvegarde de Project64 qui est utilisé pour unitialises l'émulation en chargeant l'USF, au lieu de suivre le processus de démarrage complet de la N64. Le processus d'extraction est très intensif car la N64 n'a pas de format standard de stockage de la musique. Les fichiers USF peuvent être joués dans Winamp grâce à un greffon approprié, tel que 64th Note.
La structure de base d'un fichier USF est une sous-format du PSF.